# Bastsjön, Hälsingland
Bastsjön är en sjö i Hudiksvalls kommun i Hälsingland och ingår i Harmångersån-Delångersåns kustområde. Sjön är 4,1 meter djup, har en yta på 0,144 kvadratkilometer och är belägen 12,2 meter över havet.

## Delavrinningsområde
Bastsjön ingår i det delavrinningsområde (684622-157668) som SMHI kallar för Utloppet av Bastsjön. Medelhöjden är 16 meter över havet och ytan är 0,49 kvadratkilometer. Det finns inga avrinningsområden uppströms utan avrinningsområdet är högsta punkten. Avrinningsområdets utflöde mynnar i havet. Avrinningsområdet består mestadels av skog (65 procent). Avrinningsområdet har 0,14 kvadratkilometer vattenytor vilket ger det en sjöprocent på 29,4 procent.